# Zyxomma atlanticum
Zyxomma atlanticum – gatunek ważki z rodziny ważkowatych (Libellulidae).